# Nella Bergen
Nella Bergen (2 de diciembre de 1873-24 de abril de 1919) fue una actriz y cantante de teatro estadounidense que actuó en operetas en Broadway y Londres a principios del siglo 20.

## Primeros años y educación
Ellen G. Reardon nació en Brooklyn, Nueva York, hija de John Edward Reardon y Margaret M. Reardon. Todos sus abuelos eran inmigrantes irlandeses. Su padre era capitán de policía en Brooklyn. Estudió canto con la cantante de ópera de origen polaco Adelina Murio-Celli d'Elpeux.

## Carrera

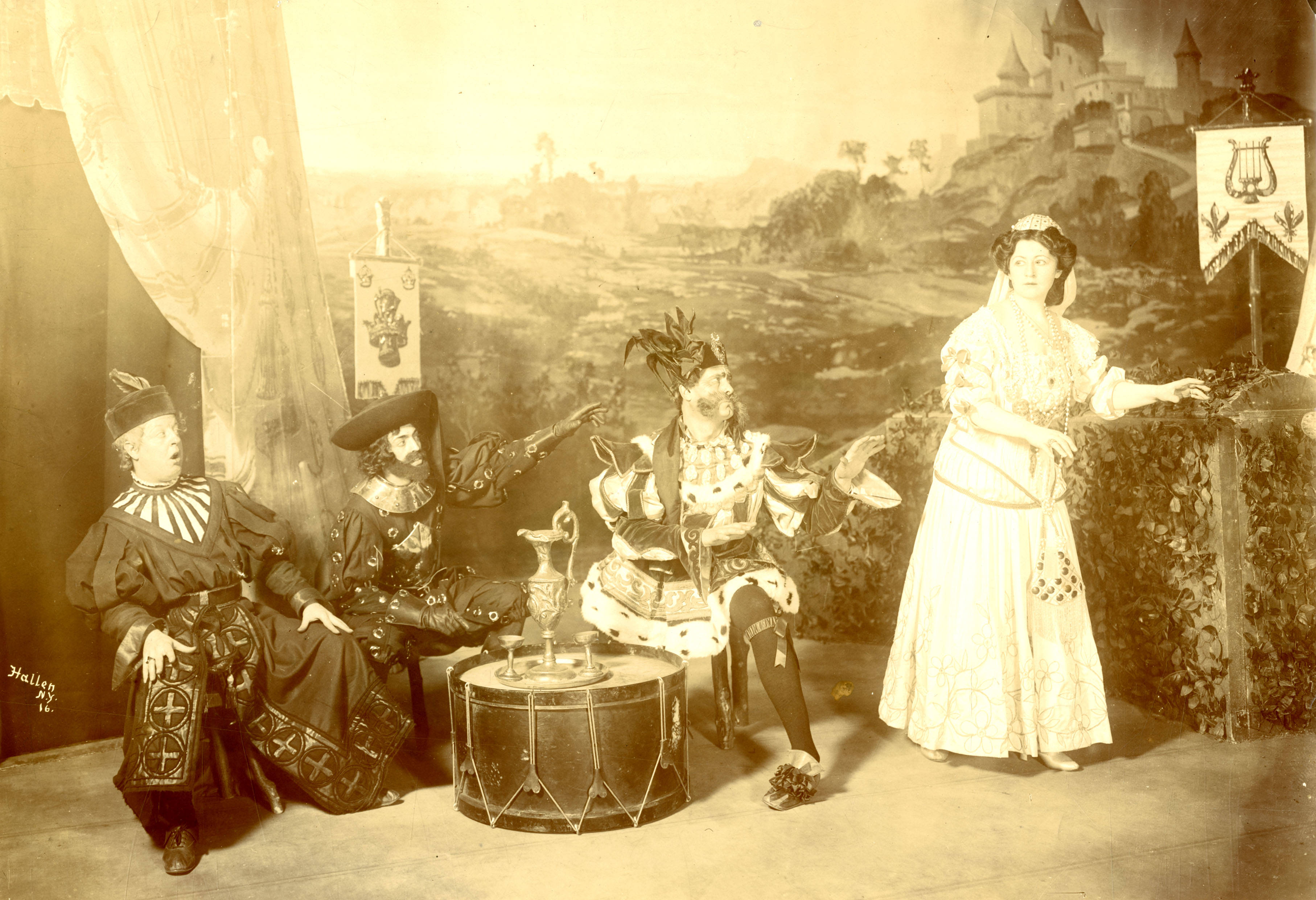
Escena de "The Free Lance" representada en Seattle en 1907, con Bergen vestida de blanco, de pie en el extremo derecho, y tres actores disfrazados sentados a su derecha.

Bergen fue solista de iglesia de joven. Comenzó su carrera profesional en los escenarios como solista con el director de orquesta Patrick Sarsfield Gilmore. Como actriz y cantante, actuó principalmente en operetas, musicales y comedias. En Broadway interpretó papeles en The Charlatan (1889–1899), Baroness Fiddlesticks (1904), Wang (1904), The Free Lance (1906-1907), The Talk of New York (1907), y He Came from Milwaukee (1910).
Bergen también participó en giras con producciones teatrales, como las representaciones londinenses de The Mystical Miss, El Capitan y The Charlatan en 1899. Cantó en un espectáculo invernal al aire libre en un hospital para enfermos de tuberculosis en 1909. Tuvo un crédito cinematográfico, para el cortometraje mudo de 1899 The Summer Girl. Su imagen se utilizó para vender partituras de canciones populares.
Bergen propuso y apoyó la creación de una residencia para los animales domésticos de los trabajadores del teatro, cuyos horarios y fluctuaciones de ingresos podían dificultar o hacer irregular el cuidado de las mascotas. "No hay criaturas en el mundo que sufran más que los animales de compañía de la gente del teatro", declaró a The New York Times en 1909.

## Vida personal
Reardon se casó dos veces. Su primer marido fue el fabricante de Connecticut James Dunn Bergen, cuyo apellido utilizó profesionalmente; se casaron en 1892 y se divorciaron en 1899 Su segundo marido fue DeWolf Hopper; se casaron en 1899 y se divorciaron en 1913, por lo que el suyo fue el más largo de los seis matrimonios de Hopper (sus otras esposas fueron Edna Wallace Hopper y Hedda Hopper). Murió de neumonía en 1919, a la edad de 45 años, en su casa de Freeport, Nueva York.